# Aquatopia
Aquatopia (アクアトピア) est une attraction située dans la zone Port Discovery du parc Tokyo DisneySea au Japon. Elle mélange les concepts des attractions de Disneyland : Autopia, Motor Boat Cruise et aussi des Flying Saucers, les deux dernières n'existant plus.
L'attraction est la seconde au monde à utiliser un système d'attraction sans rail (une constante dans la plupart des parcs de par le monde), après Pooh's Hunny Hunt, située dans le parc voisin de Tokyo Disneyland.

## L'attraction

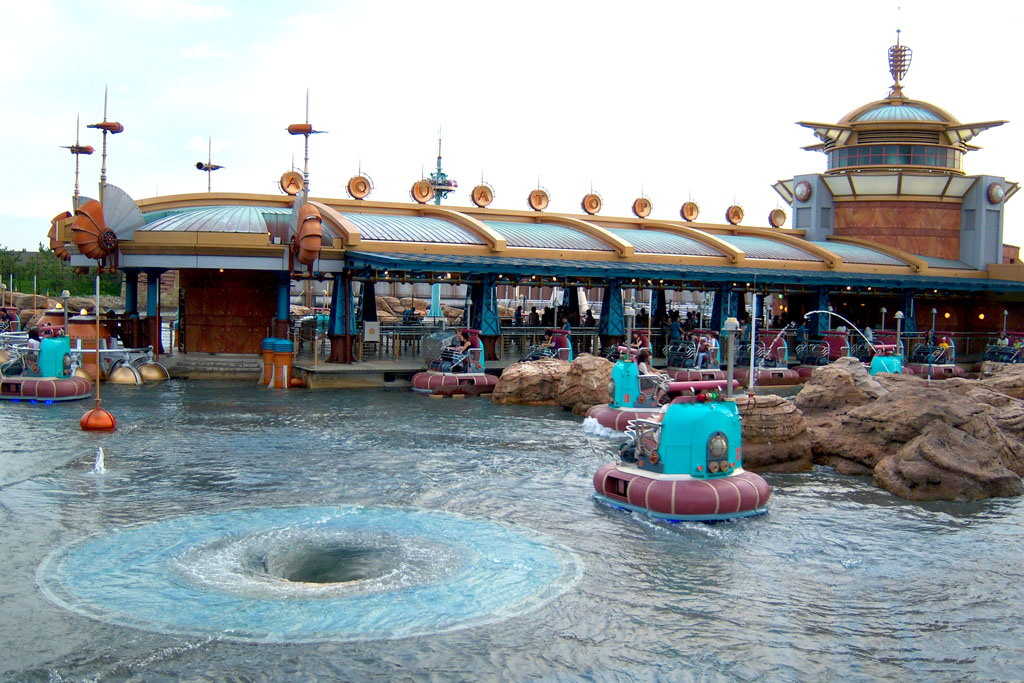
"Aquatopia" vu depuis l'avenue principale de Port Discovery

L'aventure proposée est de tester les nouveaux véhicules du Centre de Contrôle Météorologique mitoyen, hébergeant l'attraction StormRider. L'entrée se fait par un pavillon circulaire en bronze et or situé au milieu de la baie. Après avoir attendu sous un grand toit cuivre et or, on embarque sur des engins flottants proches de l'hydroglisseur miniature. Ensuite vous faites une croisière dans un labyrinthe de fontaines, formations rocheuses et tourbillons.
L'attraction simule une croisière en aéroglisseur mais avec un bassin profond de seulement 60 cm, les bateaux sont en réalité équipé de roues. Les visiteurs peuvent manier la direction mais un système de localisation impose un semblant de tracé permettant d'avoir des sensations uniques à chaque parcours. L'attraction propose deux circuits mitoyens séparés par la plateforme d'embarquement. En fonction de la saison, l'un des circuits peut activer un système de jets d'eau arrosant par surprise les visiteurs.

### Tokyo DisneySea
- Ouverture : 4 septembre 2001 (avec le parc)
- Conception : Walt Disney Imagineering
- Durée : 2 min 30
- Capacité: 3 personnes par véhicule
- Profondeur du bassin : 60 cm
- Taille requise : aucune
- Type d'attraction : balade en bateau
- Situation : 35° 37′ 29″ N, 139° 53′ 00″ E